# Cheilotrichia cinerea
Cheilotrichia cinerea là một loài ruồi trong họ Limoniidae. Chúng phân bố ở miền Cổ bắc.